# Pierre Bernard
Pierre Bernard (ur. 15 listopada 1932 w Boissezon, zm. 28 maja 2014) – francuski piłkarz występujący na pozycji bramkarza.
Z zespołem AS Saint-Étienne dwukrotnie zdobył mistrzostwo Francji (1964, 1967). Z drużyną UA Sedan-Torcy w 1961 zdobył Puchar Francji. W latach 1960–1965 rozegrał 21 meczów w reprezentacji Francji.